# Communauté de communes de Celles-sur-Belle
Die Communauté de communes de Celles-sur-Belle (auch Communauté cantonale de Celles-sur-Belle genannt) ist ein ehemaliger französischer Gemeindeverband mit der Rechtsform einer Communauté de communes im Département Deux-Sèvres in der Region Nouvelle-Aquitaine. Sie wurde am 24. Dezember 1992 gegründet und umfasste neun Gemeinden. Der Verwaltungssitz befand sich im Ort Celles-sur-Belle.

## Historische Entwicklung
Mit Wirkung vom 1. Januar 2017 fusionierte der Gemeindeverband mit
- Communauté de communes du Cœur du Poitou,
- Communauté de communes du Mellois sowie
- Communauté de communes du Val de Boutonne

und bildete so die Nachfolgeorganisation Communauté de communes du Cellois, Cœur du Poitou, Mellois et du Val de Boutonne
unter gleichzeitiger Gründung der Commune nouvelle Mougon-Thorigné aus den Gemeinden Mougon und Thorigné.

## Ehemalige Mitgliedsgemeinden
1. Aigonnay
2. Beaussais-Vitré
3. Celles-sur-Belle
4. Fressines
5. Mougon
6. Prailles
7. Sainte-Blandine
8. Saint-Médard
9. Thorigné